# 巴乔尔马什区
巴乔尔马什区（匈牙利語：Bácsalmási járás），是匈牙利巴奇-基什孔州的一个区，总面积561.71平方公里，总人口20,094人（2011年），人口密度46.4人/平方公里。中心城市为巴喬爾馬什。

## 市镇
巴乔尔马什区包含一个城镇、一个大村和8个村庄。